# Global RallyCrosss – Bristol Motor Speedway 2013
Global RallyCrosss na Bristol 2013 – piąta runda Global RallyCross sezonu 2013. Zawody odbyły się 20 lipca na asfaltowo-szutrowym torze zbudowanym na owalu Bristol Motor Speedway. Trasa wykorzystywała owal, aleję serwisową i parking wewnątrz toru.

## Lista startowa
| Konstruktor                     | Samochód               | Zespół                                     | Nr  | Kierowca          |
| ------------------------------- | ---------------------- | ------------------------------------------ | --- | ----------------- |
| Hoonigan Racing Division        | Ford Fiesta ST         | Hoonigan Racing Division                   | 43  | Ken Block         |
| LD Motorsport                   | Mini Countryman        | LD Motorsport                              | 33  | Liam Doran        |
| Olsbergs MSE                    | Ford Fiesta ST         | Olsbergs MSE                               | 18  | Patrik Sandell    |
| Olsbergs MSE                    | Ford Fiesta ST         | Rockstar Energy Olsbergs MSE               | 34  | Tanner Foust      |
| Olsbergs MSE                    | Ford Fiesta ST         | Rockstar Energy Metal Mulisha Olsbergs MSE | 38  | Brian Deegan      |
| Olsbergs MSE                    | Ford Fiesta ST         | Bluebeam Olsbergs MSE                      | 57  | Toomas Heikkinen  |
| OMSE2                           | Ford Fiesta ST         | Royal Purple OMSE2                         | 32  | Steve Arpin       |
| OMSE2                           | Ford Fiesta ST         | Rdio OMSE2                                 | 77  | Scott Speed       |
| Pastrana Racing                 | Dodge Dart             | Pastrana Racing                            | 99  | Bryce Menzies     |
| Pastrana Racing                 | Dodge Dart             | Pastrana Racing                            | 199 | Timur Timerzjanow |
| Subaru Puma Rallycross Team USA | Subaru Impreza WRX STI | Subaru Puma Rallycross Team USA            | 11  | Sverre Isachsen   |
| Subaru Puma Rallycross Team USA | Subaru Impreza WRX STI | Subaru Puma Rallycross Team USA            | 40  | Dave Mirra        |
| Subaru Puma Rallycross Team USA | Subaru Impreza WRX STI | Subaru Puma Rallycross Team USA            | 81  | Bucky Lasek       |

## Kwalifikacje
| Pozycja | Kierowca          | Zespół                   | Samochód               | Czas   |
| ------- | ----------------- | ------------------------ | ---------------------- | ------ |
| 1       | Ken Block         | Hoonigan Racing Division | Ford Fiesta ST         | 28.296 |
| 2       | Liam Doran        | LD Motorsports           | Mini Countryman        | 28.886 |
| 3       | Scott Speed       | OMSE2                    | Ford Fiesta ST         | 28.901 |
| 4       | Brian Deegan      | OlsbergsMSE              | Ford Fiesta ST         | 28.944 |
| 5       | Patrik Sandell    | OlsbergsMSE              | Ford Fiesta ST         | 29.151 |
| 6       | Sverre Isachsen   | Subaru PUMA Rallycross   | Subaru Impreza WRX STI | 29.254 |
| 7       | Toomas Heikkinen  | OlsbergsMSE              | Ford Fiesta ST         | 29.362 |
| 8       | Timur Timerzjanow | Pastrana Racing          | Dodge Dart             | 29.375 |
| 9       | Steve Arpin       | OMSE2                    | Ford Fiesta ST         | 29.392 |
| 10      | Tanner Foust      | OlsbergsMSE              | Ford Fiesta ST         | 29.509 |
| 11      | Dave Mirra        | Subaru PUMA Rallycross   | Subaru Impreza WRX STI | 29.587 |
| 12      | Bryce Menzies     | Pastrana Racing          | Dodge Dart             | 29.800 |
| 13      | Bucky Lasek       | Subaru PUMA Rallycross   | Subaru Impreza WRX STI | 30.047 |

## Wyścig

### Półfinał I - 6 okr.
| Nr | Kierowca         | Zespół                   | Samochód               |
| -- | ---------------- | ------------------------ | ---------------------- |
| 43 | Ken Block        | Hoonigan Racing Division | Ford Fiesta ST         |
| 38 | Brian Deegan     | OlsbergsMSE              | Ford Fiesta ST         |
| 34 | Tanner Foust     | OlsbergsMSE              | Ford Fiesta ST         |
| 57 | Toomas Heikkinen | OlsbergsMSE              | Ford Fiesta ST         |
| 81 | Bucky Lasek      | Subaru PUMA Rallycross   | Subaru Impreza WRX STI |

Na starcie Deegan objął prowadzenie, Block i Foust walczyli jadąc bok w bok o drugą pozycję. W pierwszym zakręcie zaatakowali Deegana po wewnętrznej uderzając go. Block awansował na pierwsze miejsce, natomiast Foust poślizgnął się i wypadł z toru. Deegan spadł na drugą pozycję, a Foust wrócił na tor na czwartym miejscu, tuż przed Laskiem. Foust i Lasek skorzystali z Joker Lap na pierwszym okrążeniu, a na drugim dłuższą trasą pojechał Heikkinen, który utrzymał trzecią pozycję. Foust tym czasem wycofał się z wyścigu po otarciu się o barierę na zewnętrznej i przebiciu przedniej opony. Deegan pojechał dłuższą drogą na piątym okrążeniu i wyjechał na tor tuż za Heikkinenem. Wyprzedził Fina, jednak wszedł później za szeroko w zakręt, spadając na trzecie miejsce. Block po skorzystaniu z Joker Lap pozostał na prowadzeniu, które dowiózł już do mety.
| Pozycja | Kierowca         | Zespół                   | Samochód               |
| ------- | ---------------- | ------------------------ | ---------------------- |
| 1       | Ken Block        | Hoonigan Racing Division | Ford Fiesta ST         |
| 2       | Toomas Heikkinen | OlsbergsMSE              | Ford Fiesta ST         |
| 3       | Brian Deegan     | OlsbergsMSE              | Ford Fiesta ST         |
| 4       | Bucky Lasek      | Subaru PUMA Rallycross   | Subaru Impreza WRX STI |
| 5       | Tanner Foust     | OlsbergsMSE              | Ford Fiesta ST         |

### Półfinał II - 6 okr.
| Nr  | Kierowca          | Zespół                 | Samochód               |
| --- | ----------------- | ---------------------- | ---------------------- |
| 40  | Dave Mirra        | Subaru PUMA Rallycross | Subaru Impreza WRX STI |
| 18  | Patrik Sandell    | OlsbergsMSE            | Ford Fiesta ST         |
| 33  | Liam Doran        | LD Motorsports         | Mini Countryman        |
| 199 | Timur Timerzjanow | Pastrana Racing        | Dodge Dart             |

Prowadzenie w wyścigu objął Sandell, a na drugiej pozycji znalazł się Doran, który wyprzedził po wewnętrznej Mirrę. W pierwszym zakręcie wyprzedził go także Timerzjanow. Na pierwszym okrążeniu z dłuższej trasy skorzystał Doran spadając na trzecie miejsce. Mirra odpadł z rywalizacji już na początku wyścigu. Na piątym okrążeniu dłuższą drogą pojechał Timerzjanow. Na dohamowaniu do szykany zblokował koła i wypadł z trasy. Powrócił on na tor na trzeciej pozycji. Sandell skorzystał z Joker Lap na ostatnim okrążeniu. Wyjechał on na pierwszej pozycji i niezagrożony wygrał wyścig.
| Pozycja | Kierowca          | Zespół                 | Samochód               |
| ------- | ----------------- | ---------------------- | ---------------------- |
| 1       | Patrik Sandell    | OlsbergsMSE            | Ford Fiesta ST         |
| 2       | Liam Doran        | LD Motorsports         | Mini Countryman        |
| 3       | Timur Timerzjanow | Pastrana Racing        | Dodge Dart             |
| 4       | Dave Mirra        | Subaru PUMA Rallycross | Subaru Impreza WRX STI |

### Półfinał III - 6 okr.
| Nr | Kierowca        | Zespół                 | Samochód               |
| -- | --------------- | ---------------------- | ---------------------- |
| 32 | Steve Arpin     | OMSE2                  | Ford Fiesta ST         |
| 77 | Scott Speed     | OMSE2                  | Ford Fiesta ST         |
| 11 | Sverre Isachsen | Subaru PUMA Rallycross | Subaru Impreza WRX STI |
| 99 | Bryce Menzies   | Pastrana Racing        | Dodge Dart             |

Na starcie na prowadzenie wysunął się Speed. W pierwszym zakręcie trzeci Isachsen uderzył w samochód Arpina, który wpadł na auto Speeda. Amerykanin wypadł z toru, po czym wycofał się z wyścigu. Arpin spadł natomiast na ostatnią pozycję. Na prowadzeniu znalazł się Menzies wyprzedzając Isachsena. Na drugim okrążeniu dłuższą trasą pojechał Isachsen wyjeżdżając za Arpinem. Na czwartym okrążeniu Arpin wyprzedził Menziesa, po czym pojechał dłuższą trasą wyjeżdżając za Isachsenem. Na szóstym okrążeniu Menzies skorzystał z dłuższej trasy i wrócił na tor na trzeciej pozycji.
| Pozycja | Kierowca        | Zespół                 | Samochód               |
| ------- | --------------- | ---------------------- | ---------------------- |
| 1       | Sverre Isachsen | Subaru PUMA Rallycross | Subaru Impreza WRX STI |
| 2       | Steve Arpin     | OMSE2                  | Ford Fiesta ST         |
| 3       | Bryce Menzies   | Pastrana Racing        | Dodge Dart             |
| 4       | Scott Speed     | OMSE2                  | Ford Fiesta ST         |

### Wyścig ostatniej szansy - 4 okr.
| Nr  | Kierowca          | Zespół                 | Samochód               |
| --- | ----------------- | ---------------------- | ---------------------- |
| 99  | Bryce Menzies     | Pastrana Racing        | Dodge Dart             |
| 38  | Brian Deegan      | OlsbergsMSE            | Ford Fiesta ST         |
| 199 | Timur Timerzjanow | Pastrana Racing        | Dodge Dart             |
| 81  | Bucky Lasek       | Subaru PUMA Rallycross | Subaru Impreza WRX STI |
| 40  | Dave Mirra        | Subaru PUMA Rallycross | Subaru Impreza WRX STI |
| 77  | Scott Speed       | OMSE2                  | Ford Fiesta ST         |
| 34  | Tanner Foust      | OlsbergsMSE            | Ford Fiesta ST         |

Deegan wysunął się na prowadzenie, na drugiej pozycji znalazł się Timerzjanow, a na trzeciej Foust. Z dłuższej drogi na pierwszym okrążeniu skorzystał Menzies. Na drugim okrążeniu Foust wyprzedził Timerzjanowa. Chwilę po tym Rosjanin skorzystał z dłuższej trasy i powrócił na tor na trzeciej pozycji. Na następnym okrążeniu Foust pojechał dłuższą trasą wyjeżdżając tuż przed Timerzjanowem, a na kolejnym Deegan utrzymując prowadzenie, które dowiózł już do mety.
| Pozycja | Kierowca          | Zespół                 | Samochód               | Okrążenia | Czas        |
| ------- | ----------------- | ---------------------- | ---------------------- | --------- | ----------- |
| 1       | Brian Deegan      | OlsbergsMSE            | Ford Fiesta ST         | 4         | 2:04.933    |
| 2       | Tanner Foust      | OlsbergsMSE            | Ford Fiesta ST         | 4         | + 00:00.320 |
| 3       | Timur Timerzjanow | Pastrana Racing        | Dodge Dart             | 4         | + 00:00.836 |
| 4       | Bryce Menzies     | Pastrana Racing        | Dodge Dart             | 4         | + 00:05.356 |
| 5       | Dave Mirra        | Subaru PUMA Rallycross | Subaru Impreza WRX STI | 4         | + 00:05.511 |
| 6       | Bucky Lasek       | Subaru PUMA Rallycross | Subaru Impreza WRX STI | 4         | + 00:31.608 |
| 7       | Scott Speed       | OMSE2                  | Ford Fiesta ST         | 2         | + 2 okr.    |

### Finał - 10 okr.
| Nr  | Kierowca          | Zespół                   | Samochód               |
| --- | ----------------- | ------------------------ | ---------------------- |
| 11  | Sverre Isachsen   | Subaru PUMA Rallycross   | Subaru Impreza WRX STI |
| 18  | Patrik Sandell    | OlsbergsMSE              | Ford Fiesta ST         |
| 43  | Ken Block         | Hoonigan Racing Division | Ford Fiesta ST         |
| 32  | Steve Arpin       | OMSE2                    | Ford Fiesta ST         |
| 57  | Toomas Heikkinen  | OlsbergsMSE              | Ford Fiesta ST         |
| 33  | Liam Doran        | LD Motorsports           | Mini Cooper            |
| 199 | Timur Timerzjanow | Pastrana Racing          | Dodge Dart             |
| 34  | Tanner Foust      | OlsbergsMSE              | Ford Fiesta ST         |
| 38  | Brian Deegan      | OlsbergsMSE              | Ford Fiesta ST         |

Po starcie stawka była dość wyrównana, przez moment Sandell, Block, Isachsen i Heikkinen jechali bok w bok, a Arpin próbował wyprzedzić ich po zewnętrznej. W pierwszym zakręcie Sandell wysunął się na prowadzenie, lecz został obrócony przez Blocka. Heikkinen wykorzystał sytuację wyprzedzając po wewnętrznej Isachsena i wychodząc w ten sposób na prowadzenie. Na trzeciej pozycji znalazł się Arpin. Na drugim okrążeniu z Joker Lap skorzystał Isaschen wyjeżdżając równo z Blockiem. W kolejnym zakręcie Block wysunął się przed Isachsena, co wykorzystał także Deegan wyprzedzając Norwega. Foust natomiast wycofał się z wyścigu, a na kolejnym okrążeniu odpadł także Arpin. Na ósmym okrążeniu Heikkinen pojechał dłuższą trasą utrzymując prowadzenie. Na kolejnym okrążeniu stracił trochę czasu dublując Isachsena i Sandella, a Ken Block dość szybko się do niego zbliżył. Musiał on jednak pojechać jeszcze dłuższą trasą, po czym utrzymał swoją drugą pozycję. Wyścig wygrał Toomas Heikkinen, przed Kenem Blockiem i Brianem Deeganem.
| Pozycja | Kierowca          | Zespół                   | Samochód               | Okrążenia | Czas       |
| ------- | ----------------- | ------------------------ | ---------------------- | --------- | ---------- |
| 1       | Toomas Heikkinen  | OlsbergsMSE              | Ford Fiesta ST         | 10        | 4:57.971   |
| 2       | Ken Block         | Hoonigan Racing Division | Ford Fiesta ST         | 10        | +00:02.054 |
| 3       | Brian Deegan      | OlsbergsMSE              | Ford Fiesta ST         | 10        | +00:11.468 |
| 4       | Sverre Isachsen   | Subaru PUMA Rallycross   | Subaru Impreza WRX STI | 9         | + 1 okr.   |
| 5       | Patrik Sandell    | OlsbergsMSE              | Ford Fiesta ST         | 9         | + 1 okr.   |
| 6       | Steve Arpin       | OMSE2                    | Ford Fiesta ST         | 3         | + 7 okr.   |
| 7       | Tanner Foust      | OlsbergsMSE              | Ford Fiesta ST         | 2         | + 8 okr.   |
| 8       | Timur Timerzjanow | Pastrana Racing          | Dodge Dart             | 1         | + 9 okr.   |
| 9       | Liam Doran        | LD Motorsports           | Mini Countryman        | 0         | + 10 okr.  |

## GRC Lites

### Lista startowa
| Nr | Kierowca           |
| -- | ------------------ |
| 4  | Halid Avdagic      |
| 88 | Harry Cheung       |
| 24 | Mitchell De Jong   |
| 99 | Austin Dyne        |
| 39 | Kevin Eriksson     |
| 37 | Sebastian Eriksson |
| 65 | Geofrrey Sykes     |
| 55 | Alexander Westlund |
| 93 | Joni Wiman         |

### Finał - 6 okr.
| Nr | Kierowca           |
| -- | ------------------ |
| 93 | Joni Wiman         |
| 39 | Kevin Eriksson     |
| 37 | Sebastian Eriksson |
| 55 | Alexander Westlund |
| 65 | Geofrrey Sykes     |
| 99 | Austin Dyne        |

Do wyścigu Joni Wiman i Sebastian Erikkson ruszyli niemal równo, ale na łuku Fin wyszedł na prowadzenie. Po pierwszym zakręcie na trzecim miejscu znalazł się Dyne. Kevin Erikkson jadący na czwartej pozycji wszedł za szeroko w zakręt, uderzył w bandę i dachował. Wyścig przerwano. Kierowcy nic się nie stało, ale samochód był zniszczony i Erikkson nie mógł brać udziału w restarcie.
Wyścig wznowiono na 6 okrążeń. Poza Kevinem Erikksonem nie brał w nim udziału także Sebastian Erikkson. Prowadzenie objął Wiman, na drugiej pozycji znalazł się Dyne wyprzedzając Westlunda w pierwszym zakręcie. Sykes skorzystał z dłuższej drogi na pierwszym okrążeniu, a na drugim Westlund wyjeżdżając na trzeciej pozycji. Na piątym okrążeniu tą trasą pojechał Wiman, a na szóstym Dyne. Joni Wiman wygrał wyścig dojeżdżając przed Austinem Dyne'm i Alexandrem Westlundem.
| Pozycja | Kierowca           |
| ------- | ------------------ |
| 1       | Joni Wiman         |
| 2       | Austin Dyne        |
| 3       | Alexander Westlund |
| 4       | Geofrrey Sykes     |
| 5       | Sebastian Eriksson |
| 6       | Kevin Eriksson     |
|         |                    |
| 7       | Harry Cheung       |
| 8       | Halid Avdagic      |
| 9       | Mitchell De Jong   |

## Klasyfikacja po wyścigu

### Kierowcy
| Pozycja | Kierowca            | Punkty |
| ------- | ------------------- | ------ |
| 1       | Toomas Heikkinen    | 76     |
| 2       | Tanner Foust        | 51     |
| 3       | Brian Deegan        | 47     |
| 4       | Ken Block           | 46     |
| 5       | Patrik Sandell      | 45     |
| 6       | Liam Doran          | 43     |
| 7       | Scott Speed         | 39     |
| 8       | Steve Arpin         | 36     |
| 9       | Mattias Ekström     | 26     |
| 10      | Anton Marklund      | 25     |
| 11      | Sverre Isachsen     | 20     |
| 12      | Travis Pastrana     | 20     |
| 13      | Bucky Lasek         | 18     |
| 14      | Townsend Bell       | 16     |
| 15      | Guilherme Spinelli  | 14     |
| 16      | Nelson Piquet Jr.   | 13     |
| 17      | Timur Timerzjanow   | 12     |
| 18      | Dave Mirra          | 9      |
| 19      | Bryce Menzies       | 9      |
| 20      | Buddy Rice          | 7      |
| 21      | Mauricio Neves      | 5      |
| 22      | Eduardo Marques Jr. | 3      |
| 23      | Nani Roma           | 0      |
| 24      | Carlos Sainz        | 0      |

### Producenci
| Producent | Punkty |
| --------- | ------ |
| Ford      | 148    |
| Dodge     | 103    |
| Subaru    | 78     |

### GRC Lites
| Pozycja | Kierowca           | Punkty |
| ------- | ------------------ | ------ |
| 1       | Joni Wiman         | 42     |
| 2       | Sebastian Eriksson | 30     |
| 3       | Austin Dyne        | 28     |
| 4       | Alexander Westlund | 28     |
| 5       | Kevin Eriksson     | 28     |
| 6       | Geofrrey Sykes     | 22     |
| 7       | Mitchell De Jong   | 21     |
| 8       | Halid Avdagic      | 19     |
| 9       | Harry Cheung       | 18     |